# Manotes (Connaraceae)
Manotes là một chi thực vật có hoa trong họ Connaraceae. Chi này được Jules Émile Planchon công bố mô tả khoa học đầu tiên năm 1850 dựa theo mô tả trước đó của Daniel Carl Solander.

## Mô tả
Dây leo thân gỗ hay cây bụi leo bám. Các cành hình trụ hoặc hơi có thùy; gỗ gần như luôn không có libe giữa các lớp xylem. Lá kép lông chim lẻ; lá chét mọc đối đến gần đối, mép nguyên, đối xứng nhiều hay ít; gân lá kết thúc thành mô hình gồm nhiều gân con rất nhỏ chạy song song. Cụm hoa là chùy hoa hay cành hoa ở nách lá. Hoa ba vòi nhụy dị hình hay hai vòi nhụy dị hình, mẫu 5, màu ánh đỏ tới vàng. Lá đài 5, hợp sinh tại gốc, xếp rời trong nụ. Cánh hoa 5, rời, xếp lợp trong nụ, dài hơn lá đài. Bộ nhị ngắn nhưng khác biệt. Nhị hoa 10, rời, xếp thành 2 vòng, 5 nhị đối diện lá đài dài hơn 5 nhị đối diện cánh hoa. Nhụy 5, rời. Quả đại 1-5 mỗi hoa, thu hẹp tại gốc, có mỏ hoặc không, nhẵn nhụi bên trong, mở theo đường ráp mặt bụng để tung ra các hạt có cuống; vỏ quả bên trong chia tách với vỏ quả ngoài khi thuần thục. Lá đài bền và thường đồng phát triển ở quả. Hạt đơn độc, tựa hình trứng, gắn với đường ráp mặt bụng; vỏ hạt bóng và mọng thịt hay với phần mỏng ở mặt lưng, với phần phụ hình chỉ gắn hạt vào đáy quả đại; rốn hạt ở mặt bụng; phôi với các lá mầm phẳng, mỏng được nhiều nội nhũ bao quanh, rễ mầm ở đỉnh. Cây con nẩy mầm gần mặt đất với trụ dưới lá mầm thuôn dài.

## Phân bố
Các loài trong chi này phân bố trong khu vực miền tây châu Phi nhiệt đới ẩm, bao gồm bắc Angola (cả tỉnh Cabinda), Benin, Cameroon, Cộng hòa Trung Phi, Congo, Cộng hòa Dân chủ Congo, Guinea Xích Đạo, Gabon, Ghana, Guinea, Bờ Biển Ngà, Liberia, Nigeria, Sierra Leone.

## Các loài
Danh sách loài lấy theo The Plant List và Plants of the World Online:
- Manotes expansa Sol. ex Planch., 1850 (gồm cả Manotes sanguineo-arillata Gilg, 1891): Rộng khắp trong toàn bộ khu vực phân bố.
- Manotes griffoniana Baill., 1867 (gồm cả Manotes zenkeri Gilg ex G.Schellenb., 1919): Từ Nigeria về phía nam đến Angola.
- Manotes lomamiensis Troupin, 1951: Cộng hòa Dân chủ Congo.
- Manotes macrantha (Gilg) G.Schellenb., 1910: Phân bố rời rạc tại Liberia và Gabon. Loài này được xếp riêng trong tổ Dinklagea, do có các khác biệt nhất định với các loài còn lại.[3]
- Manotes soyauxii G.Schellenb., 1919: Cameroon, Gabon.